# Scorpio (Gattung)
Scorpio ist eine Gattung aus der Familie der Scorpionidae.

## Merkmale
Die Gattung umfasst sowohl dunkelbraun gefärbte Tiere mit helleren Beinen wie auch vollständig gelblich bis rötlichgelb gefärbte, das Telson ist in der Regel nicht abgesetzt heller als das Metasoma. Der Carapax trägt mittig am Vorderrand eine seichte Kerbe. Neben dem mittleren Augenhügel sind zwei Paare aus drei lateralen Ocelli vorhanden. Der mediane Augenhügel ist nur seicht erhoben, die Augenkiele sind weniger hoch als die Ocelli und weder nach vorn noch nach hinten verlängert. Die Oberfläche des Carapax ist an den Seiten grob bis schwach gekörnelt (granuliert), in der Interokularregion und dahinter bei den Männchen glatt, bei den Weibchen grob gekörnt. An den Scheren der Cheliceren ist der bewegliche Finger merklich länger als der unbewegliche. Die Chela der Pedipalpen ist grob gekörnt, ihre Finger glatt, der äußere Rand des unbeweglichen Fingers trägt eine Einkerbung, in die die Spitze des beweglichen Fingers eingreift. Der unbewegliche Chelicerenfinger ist äußerst massiv gebaut und lateral merklich erweitert.
Die Gattung kann von den anderen Gattungen der Scorpionidae an folgenden Merkmalen unterschieden werden: Von Heterometrus und Pandinus am Fehlen des feilenartigen Stridulationsorgans an den Hüften (Coxen) der Pedipalpen und des ersten Laufbeinpaares, von Opistophthalmus am Fehlen der stridulatorischen Setae auf der Oberseite der Coxen der Cheliceren und der Chaetotaxie (Stellung der Sinneshaare oder Trichobothrien).

## Ökologie und Lebensweise
Scorpio-Arten leben in trockenen, semiariden Lebensräumen mit steppen- bis halbwüstenartiger, offener Vegetation. Sie sind streng nachtaktiv und verbringen die Tagesstunden in selbst gegrabenen Erdhöhlen, diese sind von den Bauten anderer grabender Arthropoden an dem charakteristischen ovalen (nicht rundem) Querschnitt unterscheidbar. Die Bauten erreichen eine Tiefe von etwa 40 bis 70 Zentimeter und enden in der Regel in einer erweiterten Kammer. Sie werden mit Hilfe der Cheliceren und der Laufbeine gegraben, wobei robuste Borstenkämme die Effektivität erhöhen. Besiedelt werden je nach Art bzw. Unterart unterschiedliche Bodenarten, in offenem, unbewachsenen Boden oder geschützt z. B. unter Steinen. Die typischen, besonderen Anpassungen an sandige Böden der Gattung Opistophthalmus sind nicht ausgeprägt. Außer während der Begattung und der Brutfürsorge lebt in jedem Bau immer nur ein einziges Individuum.

## Areal und Verbreitung
Die Gattung ist beschränkt auf Afrika und Westasien, östlich bis in den Iran. Sie lebt in Nordafrika nördlich der Sahara, von der Atlantikküste bis Ägypten, auf der Arabischen Halbinsel und in der Levante, nördlich bis zum Süden der Türkei. Während früher keine Vorkommen aus Afrika südlich der Sahara bekannt waren, wurde die Gattung inzwischen im Niger, dem Sudan und Kamerun nachgewiesen. Angaben auch aus dem Kongobecken erwiesen sich als irrtümlich (Fundortverwechslung von Museumsmaterial).

## Arten
Die Gattung umfasst nach traditioneller Ansicht nur eine einzige Art, Scorpio maurus L., mit 19 Unterarten (darunter früher auch Scorpio europaeus L.) Jüngere taxonomische Revisionen erhoben zahlreiche dieser Unterarten zu Arten und beschrieben weitere Arten, vor allem aus Afrika südlich der Sahara, neu. Folgende Arten werden angegeben (Stand: 2017):
- Scorpio birulai
- Scorpio ennedi
- Scorpio fuliginosus
- Scorpio fuscus
- Scorpio hesperus
- Scorpio kruglovi
- Scorpio maurus
- Scorpio mogadorensis
- Scorpio niger
- Scorpio occidentalis
- Scorpio palmatus
- Scorpio propinquus
- Scorpio punicus
- Scorpio savanicola
- Scorpio sudanensis
- Scorpio tassili
- Scorpio weidholzi

## Phylogenie und Taxonomie
Die Gattung Scorpio wurde von Carl von Linné 1758 aufgestellt und umfasste zu diesem Zeitpunkt alle ihm damals bekannten Skorpionarten. Von den sechs von Linné erwähnten Arten werden drei als weiterhin taxonomisch valide angesehen. Zu diesen gehört Scorpio maurus, später zur Typusart der Gattung Scorpio bestimmt. Pierre André Latreille stellte für alle, ebenfalls noch in einer Gattung verbliebenen Skorpione 1802 die Familie Scorpionidae auf, die nach heutiger Auffassung noch vier Gattungen umfasst. Die Gattung Scorpio wurde noch bis in die 2000er Jahre als monotypisch angesehen, wobei die weitgefasste Sammelart Scorpio maurus L. zahlreiche sowohl morphologisch wie auch genetisch verschiedene Linien umfasste, die meist als Unterarten aufgefasst wurden. Obwohl dies schon zahlreichen älteren Bearbeitern aufgefallen war, verzichteten diese auf eine Aufgliederung der Art, da ihnen die Differenzierung der Formen gegeneinander nicht eindeutig genug erschien. Modernere Revisionen, unter anderem in den Jahren 2009 und 2015 erhoben zahlreiche frühere Unterarten in den Artrang und beschrieben weitere. Dabei konnten auch ökologische Unterschiede zwischen den Arten angegeben werden.
Nach der kombinierten Analyse von Lorenzo Prendini und Kollegen ist die Schwestergruppe der Gattung Scorpio die gemeinsame Klade aus den Gattungen Pandinus und Heterometrus.